# Pariser Konvention (1808)
Die Pariser Konvention vom 8. September 1808 ergänzte den Friedensvertrag von Tilsit zwischen dem Kaiserreich Frankreich und dem Königreich Preußen und regelte die für das Königreich höchstzulässige Truppenzahl.

## Hintergrund
Im Friedensvertrag von Tilsit vom 9. Juli 1807 wurden in erster Linie die Gebiete benannt, die das Königreich Preußen an andere Staaten abzutreten hatte. In Art. 28 dieses Friedensvertrages waren zur Regulierung sonstiger Fragen weitere alsbald abzuschließende Konventionen in Aussicht gestellt. Eine solche zusätzliche war die Pariser Konvention vom 8. September 1808 die die zukünftig höchstzulässige Truppenzahl, die das preußische Heer umfassen sollte, bestimmte.

## Wortlaut des Abkommens
Art. 1 Seine Majestät der König von Preußen, von der Absicht beseelt, alles zu vermeiden, was bei Frankreich Misstrauen erregen könnte, übernimmt die Verpflichtung, innerhalb von 10 Jahren – vom 1. Januar 1809 an gerechnet – nur die hier im Einzelnen angegebenen Truppenstärken zu unterhalten:
| Truppenstärke                                                                                 | Summen |
| --------------------------------------------------------------------------------------------- | ------ |
| 10 Regimenter Infanterie von höchstens 22.000 Mann                                            | 22.000 |
| 8 Regimenter Kavallerie oder 32 Schwadronen von 250 Mann – höchstens 8.000 Mann               | 8.000  |
| Ein Korps Artilleristen, Mineurs und Sappeurs von höchstens 6.000 Mann                        | 6.000  |
| Zusammen                                                                                      | 36.000 |
| Nicht eingerechnet: Die Garde des Königs, Infanterie und Kavallerie, von höchstens 6.000 Mann | 6.000  |
| Zusammen                                                                                      | 42.000 |

Art. 2 Nach Ablauf von 10 Jahren wird Seine Majestät der König von Preußen in das allgemeine Recht zurücktreten (rentrer dans le droit commun) und darf dann die Truppenzahl unterhalten, welche ihm nach den Umständen angemessen erscheint.
Art. 3 Während der 10 Jahre darf keine außergewöhnliche Errichtung von Milizen oder Bürgergarden stattfinden, ebenso wenig Truppenzusammenziehungen (aucun rassemblement), die darauf hinausgehen, die oben genannte Truppenstärke zu erhöhen.
Art. 4 Seine Majestät der König von Preußen verpflichtet sich, keinen Untertan einer abgetretenen Provinz für seinen Dienst zurückzubehalten.
Art. 5 Im Hinblick (En retour de) auf die im heutigen Vertrage genau bezeichnete Garantie und als Bedingung für den mit Frankreich geschlossenen Bund verspricht Seine Majestät der König von Preußen, mit Seiner Majestät dem Kaiser der Franzosen gemeinsame Sache zu machen, falls ein Krieg zwischen ihm und Österreich ausbrechen sollte, und in diesem Falle eine Division von 16.000 Mann an Infanterie, Kavallerie und Artillerie zu seiner Verfügung zu stellen.
Die gegenwärtige Verpflichtung soll 10 Jahre dauern.
Indessen soll der König von Preußen, da er seinen Militär-Etat noch nicht hat in Ordnung bringen können, während des gegenwärtigen Jahres zu keinem, und, falls der Krieg 1809 ausbräche, was die gegenwärtigen freundlichen Beziehungen zwischen Frankreich und Österreich keineswegs befürchten lassen, nur zu einem Kontingent von 12.000 Mann an Infanterie und Kavallerie verpflichtet sein.
Art. 6 Die Ratifikation dieser Artikel und der Austausch der Ratifikationen soll ebenso erfolgen, wie es mit dem heute geschlossenen Vertrage erfolgt.
Paris, 8. September 1808.

## Auswirkungen
Zur Stellung eines Hilfskorps von 12.000 Mann (Art. 5) im Krieg zwischen Frankreich und Österreich im Jahr 1809 kam es nicht. Das Verbot von Milizen und Bürgerwehren umging Preußen durch das Krümpersystem: Insgeheim wurden junge Leute nur relativ kurze Zeit einberufen, ausgebildet und dann wieder nach Hause entlassen. Dadurch wurde eine Reserve an ausgebildeten Mannschaften gebildet. Die Beschränkung auf 42.000 Mann fiel 1811 vorübergehend auf Frankreichs ausdrücklichen Wunsch fort, weil Preußen auf französisches Drängen seine Küsten gegen englische Landungen zu sichern hatte und dafür über 30.000 Mann zusätzliche Soldaten brauchte. Spätestens mit der Kriegserklärung Preußens an Frankreich am 17. März 1813 wurde die Pariser Konvention hinfällig.